# Тупичевский Святодуховский монастырь
Тупичевский Святодуховский монастырь ― несохранившийся памятник белорусской культовой архитектуры, один из центров православия на белорусско-литовских землях.

## История
Основан в 1641 году в урочище Тупичевщина ― ныне восточная окраина белорусского города Мстиславля. Согласно легенде, здесь, неизвестно откуда, жителям явилась икона Божией Матери. Кравчий Мстиславского воеводства Казимир Москевич, которому принадлежали эти места, построил церковь во имя сошествия Святого Духа и туда поместил икону. Он хотел основать и монастырь и даже отписал под него 2 волоки земли, но умер, прося жену и сыновей осуществить его замысел. Они обратились к мстиславским жителям, к игумену оршанского Богоявленского Кутеинского монастыря Иоилию Труцевичу и к своим родственникам помещикам Стеткевичам. На собранные средства и был в 1641 году построен монастырь, включавший деревянные церкви ― Святодуховскую, Святовведенскую и Святониколаевскую.
Монастырь подчинялся игумену Иоилию Труцевичу, состоявшему под послушенством константинопольского патриарха.
В октябре 1645 года церковь Св. Духа была освящена как собор епископом Мстиславским, Оршанским и Могилёвским Сильвестром Коссовым
Урочище Тупичевщина возвышается над окрестными землями, отрезано от города двумя оврагами ледникового периода, у подножия ― широкая река Вихра. Это имело большое значение: времена были неспокойные. Со стороны города монахи возвели кирпичную стену метровой толщины.
После отъезда Труцевича в Россию, опекуном монастыря назначен подкормий мстиславский Богдан Вильгельмович Стеткевич, основавший Богоявленский (1623) и Успенский (1631) Кутеинские монастыри, а также Буйнический (1633) и Барколобовский (1641). Стеткевич отписал монастырю дом с огородом.
В первой половине XVII века сюда пришли монахи из близлежащих Онуфриевского и Пустынского монастырей ― после перехода этих обителей к униатской церкви.
5 сентября 1708 года в монастыре на богослужении побывал Пётр I, молившийся перед сражением со шведами на реке Чёрная Натопа. Русские войска в этом сражении победили, и довольный Пётр оставил монастырю охранную грамоту и 300 рублей.
В 1718 году в монастыре было 14 насельников. С 1842 года монастырь считался приписным ― к Мстиславскому городскому Никольскому (до 1877), Бельшевическому (до 1886) и Мазоловскому монастырям.
После 1873 года монастырь приходит в упадок, его имущество и библиотека перевезены в Белыничский Рождественский монастырь, а монахи переведены в 1877 году в бывший Белыничский монастырь кармелитов.
Возрождение монастыря произошло в 1887 году ― он стал женским; в 1895 году был построен каменный Свято-Успенский собор, куда определили чудотворную икону Божией Матери «Тупичевская», к которой стекались сотни паломников. На близлежащем хуторе был поставлен монастырский дом с двумя половинами: одна для священника, другая ― для приходской школы. Монастырю принадлежали земли, две мельницы. При монастыре с 1903 года работали приходская школа, медицинская амбулатория и аптека, оказывавшие бесплатную помощь окрестным жителям. Опекунами аптеки и амбулатории были епископ Могилёвский и Мстиславский Стефан и игумения Анатолия (Анна Чернявская).
Монастырь закрыли в 1918 году. В 1930-е годы здания частью разрушены, в оставшихся перед войной находился детский дом. Всё окончательно сгорело во время Великой Отечественной войны. Остались лишь ворота XIX века. На фундаменте монастыря в 1959 году построен маслосырзавод.
Из игуменов монастыря известен в 1774 году Виктор (Садковский), будущий архиепископ Черниговский. Также в источниках упоминается Кирилл Козловский, впоследствии настоятель Екабпилсского монастыря в Латвии.

## Монастырь в литературе
О монастыре написано в романе белорусского писателя Олега Ждана «Государыня и епископ».
Монастырь упоминается в белорусском краеведении и работах по истории белорусской архитектуры ― в книгах И. Пятницкого, В. Краснянского, В. Короткевича, О. Трусова, М. Ткачёва, И. Слюньковой.

## Архитектура монастыря

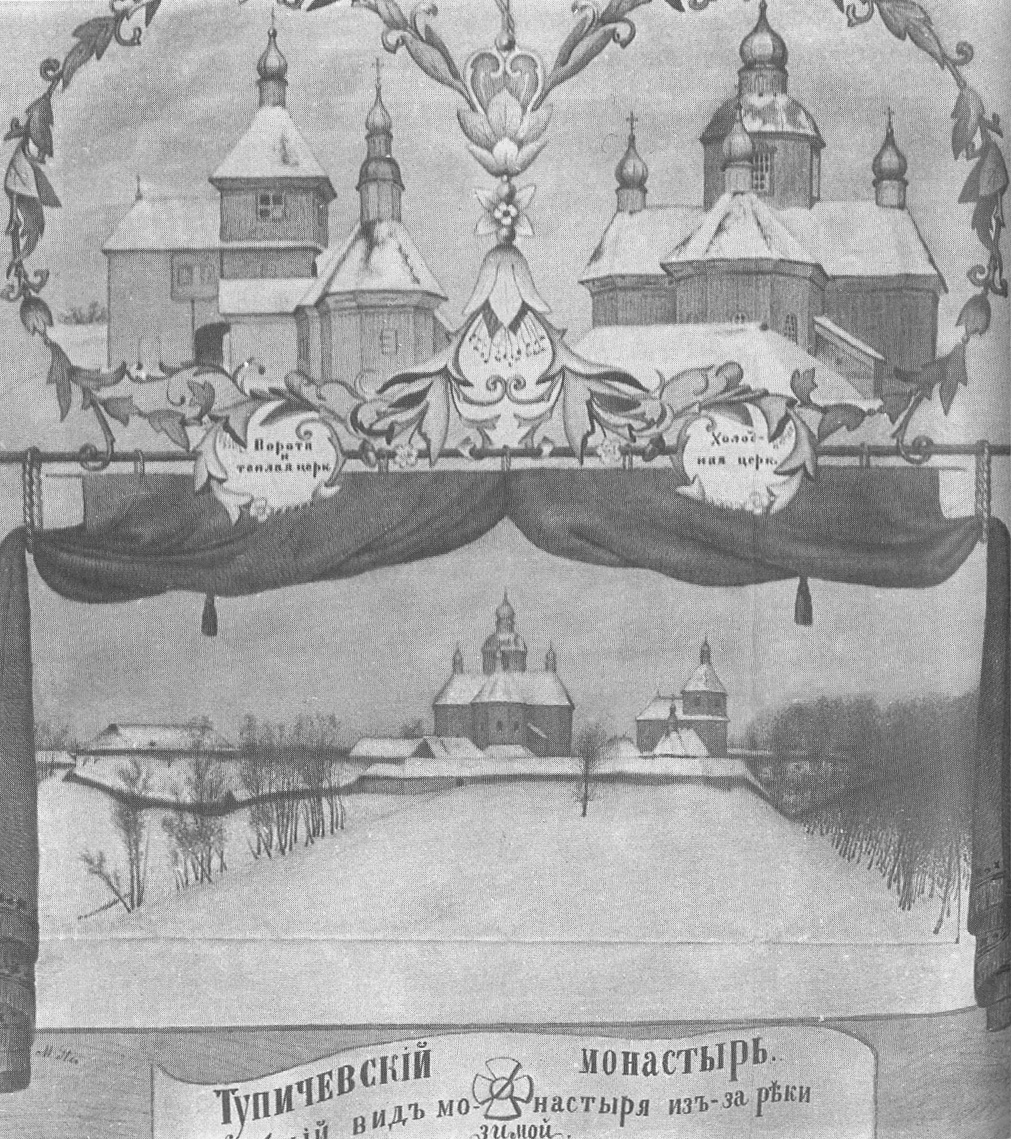
Тупичевский монастырь.1880

Богдан Стеткевич построил церковь Св. Духа в стиле ранее основанных им православных храмов ― это был пятиглавый крестообразный центрический деревянный собор размером 24,1×23,4 м на каменном фундаменте. Храм окружала крытая обходная галерея. На высокий восьмигранный барабан с окнами опирался купол с главой. При храме имелись сени и подклеть. В 1877―1880 гг. церковь перестроили, обшили тёсом, покрасили, убрали сени. Главный престол храма ― Сошествия Св. Духа, боковой ― во имя великомученика Георгия. В 1895 году на месте деревянного храма построен каменный соборный храм в неовизантийском стиле.
Построена тёплая деревянная на каменном фундаменте церковь Введения во храм Пресвятой Богородицы. Размер 12,1×6,4 м. К церкви примыкали кельи. Позже церковь основательно перестроили.
В 1771 году в верхнем ярусе колокольни построена деревянная церковь свт. Николая.

## Художественное убранство монастыря
В. Г. Краснянский, бывший в храме, пишет, что видел много «древних икон и священных предметов, пожертвований монастырю патриархами и царями… Но особенно выдающеюся достопримечательностью храма является его стенная живопись; стены обиты холстом, и по холсту красками изображены события ветхозаветной и новозаветной истории. Живопись высокого качества, но дышит наивным глубоким религиозным чувством». Краснянский насчитал на стенах более 70 композиций на библейские мотивы и апокрифичные сюжеты. В барабане купола простиралась панорама «Семь чинов ангельских», под ними изображены юродивые, ниже ― лики апостолов, мучеников и пророков, ещё ниже ― лики царей и цариц, затем ― лики преподобных отцов и инокинь; затем, в нижнем ярусе ― лики евангелистов, обрамленные картушами (гирляндами и плодами). Сценами жизни Иисуса Христа были расписаны алтарь и южная стена церкви, на северной стене ― житие Богородицы, сюжеты Страстной недели ― на западной стене. В притворе ― картины мучений раннехристианских святых. Иконография храма явно восходит к западноевропейским образцам, в ней просматриваются черты барокко.
Кроме росписей и библиотеки с «древними рукописями» Краснянский отмечает предалтарный пятиярусный резной вызолоченный иконостас. Когда в 1839 году монастырь был упразднён, иконостас разобрали и перенесли в церковь Пустынского Успенского монастыря под Мстиславлем.

## Икона Божией Матери «Тупичевская»

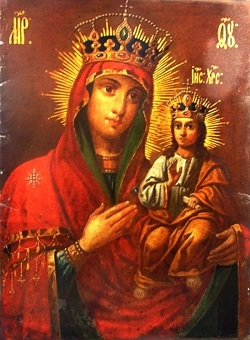
Икона Божией Матери «Тупичевская»

Икона явилась в урочище Тупичевщине близ Мстиславля, на этом месте в 1641 году и был основан Свято-Духов монастырь. Икона почиталась чудотворной, к ней стекались паломники с Могилёвщины и Смоленщины. Празднование иконы совершалось в день Успения Божьей Матери 28 (15 ст. стиля) августа. Она входила в число икон, пред которыми молились о защите от плена и иноземцев.
С иконой связано восстановление традиции крестного хода. Этот вопрос выносился на обсуждение Святейшего Синода, им было вынесено определение, утверждённое Николаем I в сентябре 1847 года. С той поры в Мстиславле крестные ходы проводились ― 8 мая (накануне дня Николая Чудотворца) ― в Могилёвский Никольский монастырь, в день отдания праздника Пасхи ― из Никольского монастыря в Мазоловский, в 9-й четверг после Пасхи (день католического праздника Божия Тела; день воссоединения белорусских униатов с православием) ― из Мозоловского монастыря в Тупичевский, 15 августа ― празднуется явление иконы. Чудотворная икона помещалась в нижнем ярусе предалтарного резного пятиярусного иконостаса, слева от царских врат.
В 1711 году стараниями игумена монастыря Михаила Пузыни гравируется изображение иконы.
Икона утеряна, ныне её список находится в Свято-Александро-Невском кафедральном соборе Мстиславля. При соборе создано сестричество в честь Тупичевской иконы Божией Матери.
У Тупичевской иконы есть ещё одно название ― «Семигородная». Это стало поводом для ошибки: иногда вместо Тупичевской иконы дают изображение иконы «Успение Семигородная». К тому же, дни празднования икон совпадают.

## Настоятели[14]
Игумен Варнава (Уронович) 1671г.
Игумен Иероним (Шковский) 1687г.
Игумен Гавриил 1697г.
Игумен Михаил (Пузына) 1715г.
Игумен Иаков (Илиницкий) 1716-1728гг.
Игумен Антоний (Томило) 1729-1734гг.
Игумен Иннокентий (Людогосский) 1738-1759гг.
Игумен Иаков Илиницкий 1760г.
Игумен Иосиф (Блажевский) 1760-1772гг.
Игумен Виктор (Садковский) 1774г.
Игумен Давид (Лятошинский) 1786г.
Игумен Платон (Калиновский) 1787-1793гг.
Игумен Михаил (Раевский) 1794г.
Игумен Геронтий (Людоговский) 1795-1812гг.
Игумен Михаил (Раевский) 1812-1822гг.
Игумен Феоктист 1824 - март 1831гг.
Архимандрит Иоанникий (Зенькевич) март 1831 - декабрь 1874гг.
Архимандрит Полиевкт (Пясковский) 9.12.1874 - 2.3.1877гг.
Архимандрит Даниил (Ростовский) 29.11.1880 - 1891гг.
игуменя Митрофания с 5.02.1910